# شمبارک (استان وارمی-ماسوری)
شمبارک (به لهستانی:  Szymbark) یک روستا در لهستان است که در گمینا ایواوا واقع شده‌است. شمبارک ۳۹۵ نفر جمعیت دارد.